# A Valid Path
A Valid Path è il quarto album in studio da solista di Alan Parsons, pubblicato nel 2004 dall'Artemis Records in America e dalla Eagle Records in Europa.

## Descrizione

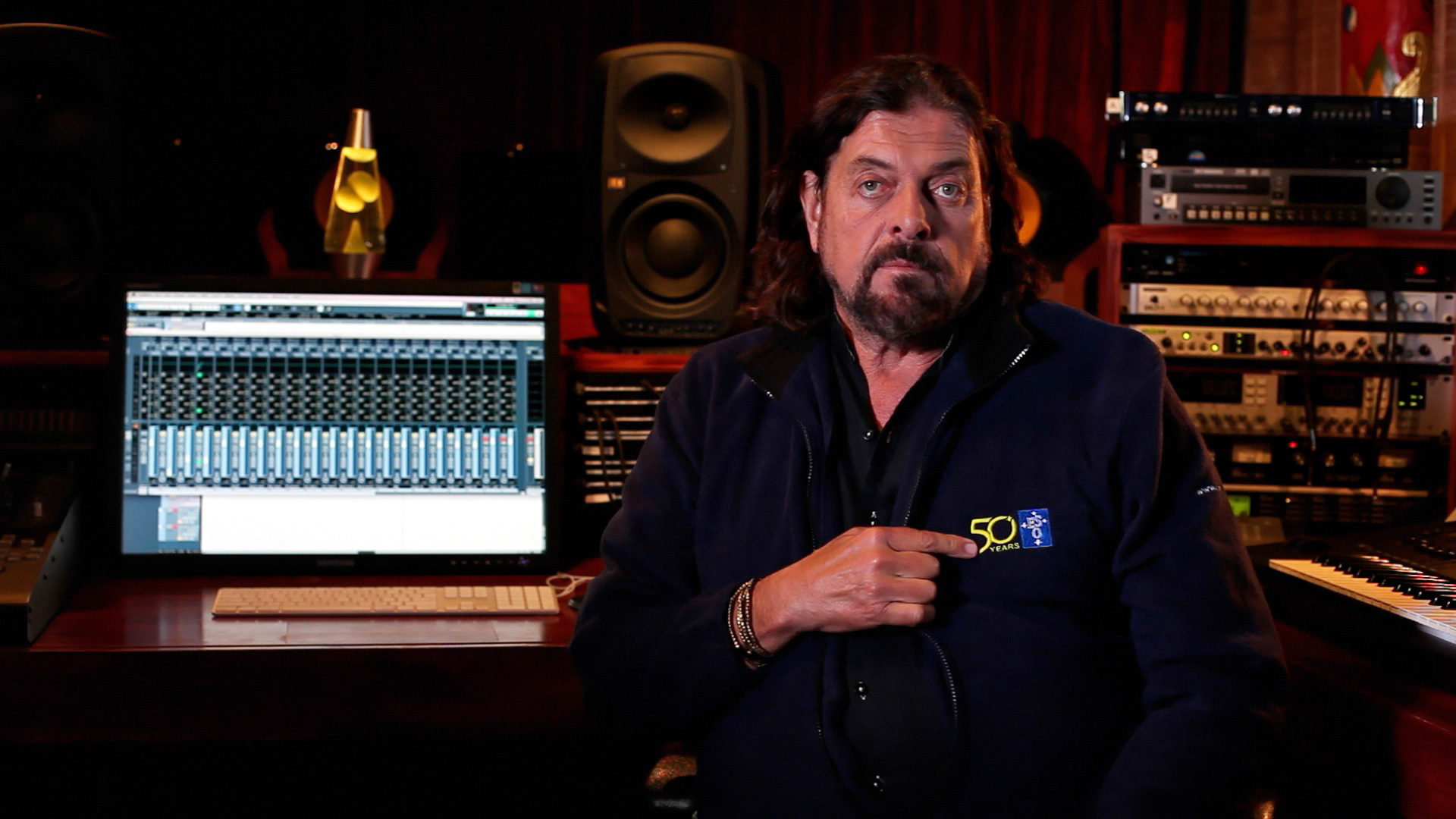
Alan Parsons nel 2012.

Il 24 agosto del 2004, dopo cinque anni di silenzio discografico, Parsons pubblica A Valid Path, un nuovo album solista in cui inizia una sperimentazione verso la musica elettronica, avvalendosi anche della collaborazione di nomi celebri in questo campo, e di special guest come David Gilmour, The Crystal Method, Nortec Collective, Shpongle, Uberzone e John Cleese l'ex Monty Python come narratore. Partecipano inoltre David Pack, Jeremy Parsons, Alastair Greene e P.J. Olsson che oltre a cantare è coautore di alcuni brani ed affianca Parsons come ingegnere del suono nel mixaggio. L'album viene registrato dal gennaio 2002 al marzo 2004, l'allungamento dei tempi è dovuto, sia alle nuove tecnologie di registrazione utilizzate a cui Parsons dedica molta cura, al suo matrimonio avvenuto il 12 aprile 2003, ed ai lunghissimi tour mondiali che vengono tenuti durante tutti i due anni di assemblaggio del nuovo disco. Come per gli album precedenti anche questo si presenta come un concept album il cui tema è l'avventura.
Il titolo dell'album deriva dal termine che i computer (di inizio millennio) utilizzano per rispondere all'utente quando non trovano ciò che è stato richiesto "invalid path", indicando quindi con "A valid path" una nuova direzione per il mondo della musica.
L'album, nonostante la crisi del mercato discografico sia in atto già da diversi anni, ottiene un buon risultato superando in termini di vendite The Time Machine, con i soliti migliori risultati nei mercati europei.

## Copertina e grafica
La grafica dell'album è curata da Storm Thorgerson, Peter Curzon e Dan Abbott. Le foto sono di Rupert Truman e Chris Jelli.
La copertina rappresenta un uomo, vestito da esploratore, che cammina, a lunghi passi, attraverso uno specchio d'acqua, attraversandolo mediante dei sassi affioranti, che ad uno sguardo attento risulteranno dei tasti di una moderna tastiera.
Parte dei proventi di quest'album sono stati donati da Parsons al "Programma familiare per i senzatetto" della Transition House ed al "Fondo fiduciario per la riabilitazione di Storm Thorgerson". Nel 2003, Thorgerson venne colpito da un colpo apoplettico, che lo lasciò parzialmente paralizzato, nonostante ciò portò avanti il lavoro per l'album di Parsons, che lo ringraziò per questo nei credits del booklet. 
(Ringraziamento da parte di Alan Parsons a Storm Thorgerson, booklet del cd A Valid Path, 2004)

## Tracce

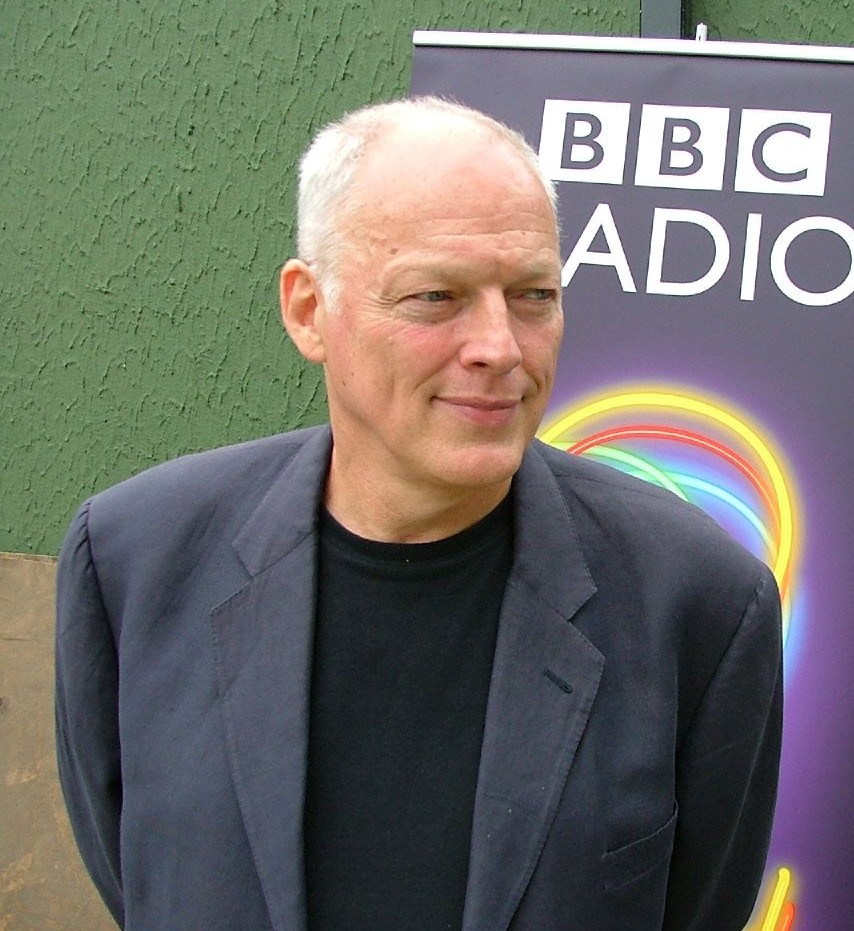
David Gilmour dei Pink Floyd, guest star nel brano Return To Tunguska.

## Tracce[2]
Edizioni musicali Artemis Records e Eagle Records.
1. Return To Tunguska (feat. Shpongle) (Strumentale) – 8:48 (Alan Parsons, Simon Posford) – Chitarra: David Gilmour • Voci elaborate: Michele Adamson • Voci elaborate aggiuntive: Alan Parsons • Programmazione logica e sequenziamento e voci elaborate aggiuntive: Simon Posford • Voci elaborate aggiuntive: Lisa Parsons
2. More Lost Without You (feat. P.J. Olsson) – 3:20 (Alan Parsons, P.J. Olsson) – Voce, cori e programmazione e sequenziamento Nuendo: P.J. Olsson • Cori: Alan Parsons
3. Mammagamma 04 (feat. Jeremy Parsons) (Strumentale) – 5:05 (Alan Parsons, Eric Woolfson) – Tastiere: Alan Parsons • Programmazione e sequenziamento Nuendo: Jeremy Parsons
4. We Play The Game (feat. The Crystal Method) – 5:35 (testo: Alan Parsons – musica: Alan Parsons, Ken Jordan, Scott Kirkland) – Voce, tastiere, chitarre e basso: Alan Parsons • Chitarra solista: Alastair Greene • Tastiere e programmazione e sequenziamento performance digitali: Scott Kirkland • Programmazione e sequenziamento performance digitali: Ken Jordan • Programmazioni addizionali: P.J. Olsson
5. Tijuaniac (feat. Nortec Collective) (Strumentale) – 5:10 (Alan Parsons, Pepe Mogt "Fussible", Jorge Ruiz, Roberto A. Mendoza "Panoptica", Ramon Amezcua "Bostich", Pedro Gabriel Beas "Hiperboreal") – Programmazione e sequenziamento: Pepe Mogt "Fussible", Jorge Ruiz, Roberto A. Mendoza "Panoptica", Ramon Amezcua "Bostich", Pedro Gabriel Beas "Hiperboreal" e P.J. Olsson
6. L'Arc En Ciel (feat. Uberzone) (Strumentale) – 5:22 (Alan Parsons, Tim Wiles) – Tastiere: Alan Parsons • Chitarra: Alastair Greene • Programmazione e sequenziamento Nuendo: Tim Wiles
7. A Recurring Dream Within A Dream (feat. Jeremy Parsons) – 4:06 (Eric Woolfson, Alan Parsons) – Voce, vocoder, chitarre slide e tastiere: Alan Parsons • Programmazione e sequenziamento Nuendo: Jeremy Parsons • Narratore: Orson Welles
8. You Can Run (feat. Deep E) – 3:52 (Alan Parsons, David Pack) – Voce, tastiere e chitarra: David Pack • Tastiere e programmazione e sequenziamento Nuendo: Alan Parsons • Programmazione e sequenziamento Nuendo: Jeremy Parsons • Programmazioni addizionali: P.J. Olsson
9. Chomolungma[3] (feat. Jeremy Parsons e P.J. Olsson) (Strumentale) – 7:07 (Alan Parsons, Jeremy Parsons, P.J. Olsson) – Tastiere e canti miyo lungsangma: Alan Parsons • Programmazione e sequenziamento Nuendo: Jeremy Parsons • Programmazione e sequenziamento Nuendo e canti miyo lungsangma: P.J. Olsson • Narratore: John Cleese

Durata totale: 48:25

## Analisi

Il luogo dell'impatto di Tunguska e l'estensione dell'area da dove si vide il bagliore.

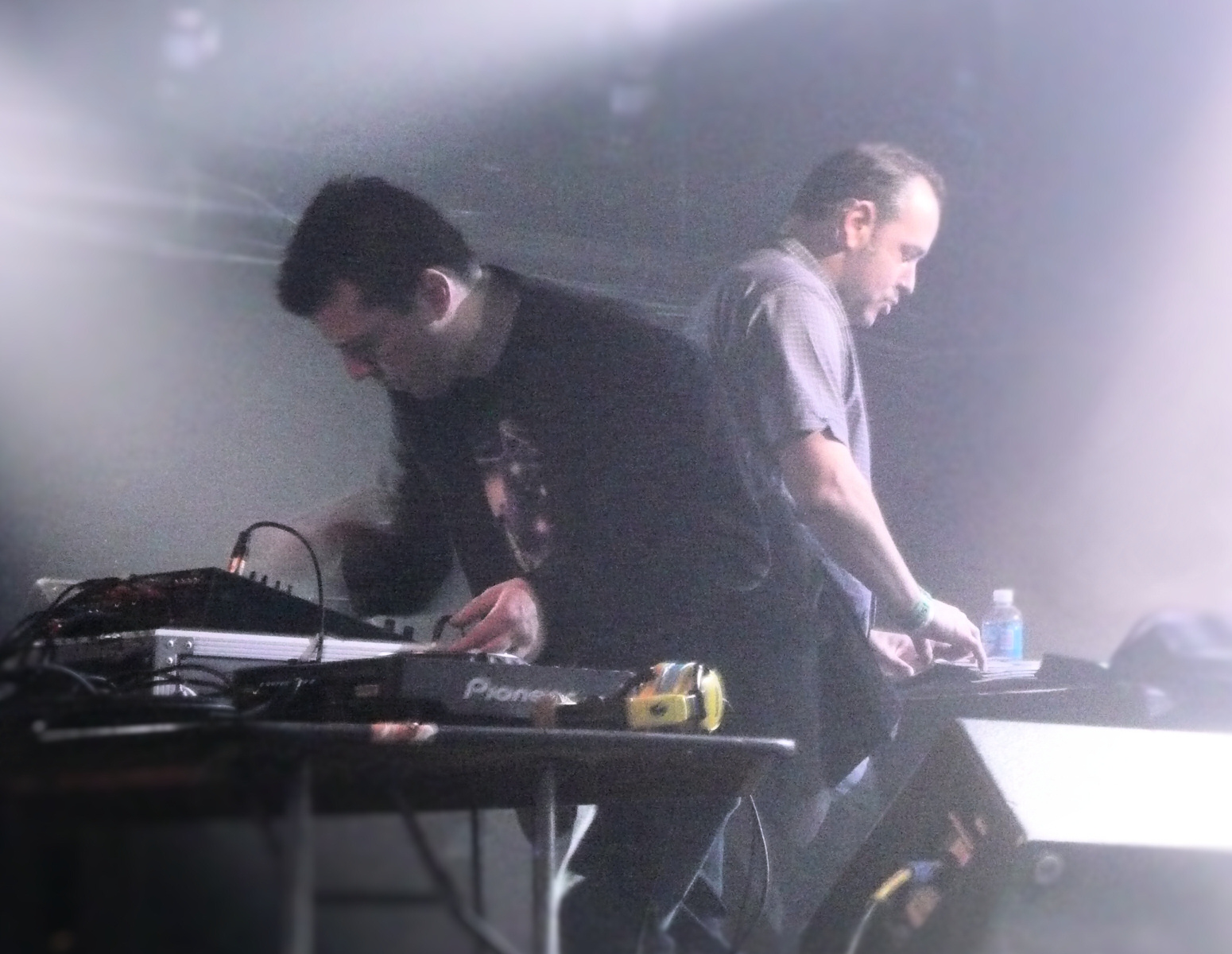
The Crystal Method nel 2009. Session man in A Valid Path per il brano We Play The Game.

Return To TunguskaGuest star del brano è David Gilmour con la sua chitarra, che rinuncerà al suo compenso e Parsons lo aggiungerà alla quota versata all'ente benefico. Parsons realizza un'atmosfera di mistero e terrore che ben rappresenta il celato timore che a Tunguska sia caduto qualcosa di extraterrestre. Il brano infatti prende il nome da Tunguska, un fiume che attraversa la siberia centrale, dove il 30 giugno 1908 si verificò il più grande evento esplosivo naturale registrato nella storia recente in prossimità della Terra. L'esplosione abbatté decine di milioni di alberi e generò un bagliore visibile a 700 km circa di distanza.
More Lost Without YouNel brano vi è l'esordio, in un album di Parsons, di P.J. Olsson come cantante. Olsson dal 2003 è membro fisso dell'Alan Parsons Live Project.
Mammagamma 04È la rielaborazione effettuata da Parsons con il figlio Jeremy del brano Mammagamma realizzato da Parsons e Woolfson nel 1982 per l'album Eye in the Sky.
We Play The GameÈ il primo brano in cui Alan Parsons, in un suo disco, si presenta come unico cantante. Parsons già da diversi anni nei concerti spesso aggiungeva la sua voce al cantante di turno, ma da questo disco in poi lo farà sempre con maggior frequenza e anche in esclusiva. Coautori delle musiche con Parsons sono i The Crystal Method.
TijuaniacBrano strumentale realizzato in collaborazione con il gruppo messicano dei Nortec Collective.
L'Arc En CielDedicato a Anson M. Grossfeld (1957-2004). In questa strumentale affiancano Parsons i The Crystal Method, un duo statunitense formato nel 1993 da Ken Jordan e Scott Kirkland, che sono i massimi esponenti del sottogenere della musica elettronica denominato big beat. Il brano comincia con gli effetti di un temporale con il rumore delle gocce d'acqua che assumono progressivamente un ritmo melodioso per poi subentrare all'improvviso la potenza dei sintetizzatori che portano avanti il brano con un ritmo degno del miglior Jarre. Molto evocativo il falso finale, marchio di fabbrica di Parsons, che alla ripresa lascia spazio agli assoli di chitarra ed al lento ritorno della melodia dei sintetizzatori a quella del reale gocciolamento.

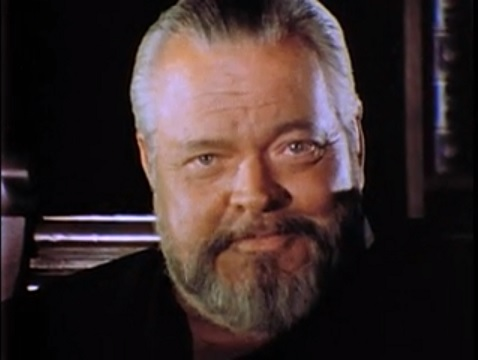
Orson Welles nel 1973. Nel 1976 registrerà per il The Alan Parsons Project la famosa narrazione.

A Recurring Dream Within a DreamÈ l'unione, e rielaborazione, di A Dream within a Dream e The Raven, i primi due brani dell'album del 1976 Tales of Mystery and Imagination - Edgar Allan Poe che Parsons realizzò assieme ad Eric Woolfson con il The Alan Parsons Project. Nel brano vi è anche la narrazione di Orson Welles, registrata nel 1976 per il primo disco del Project ma inserita solamente nella versione rimasterizzata del 1987.

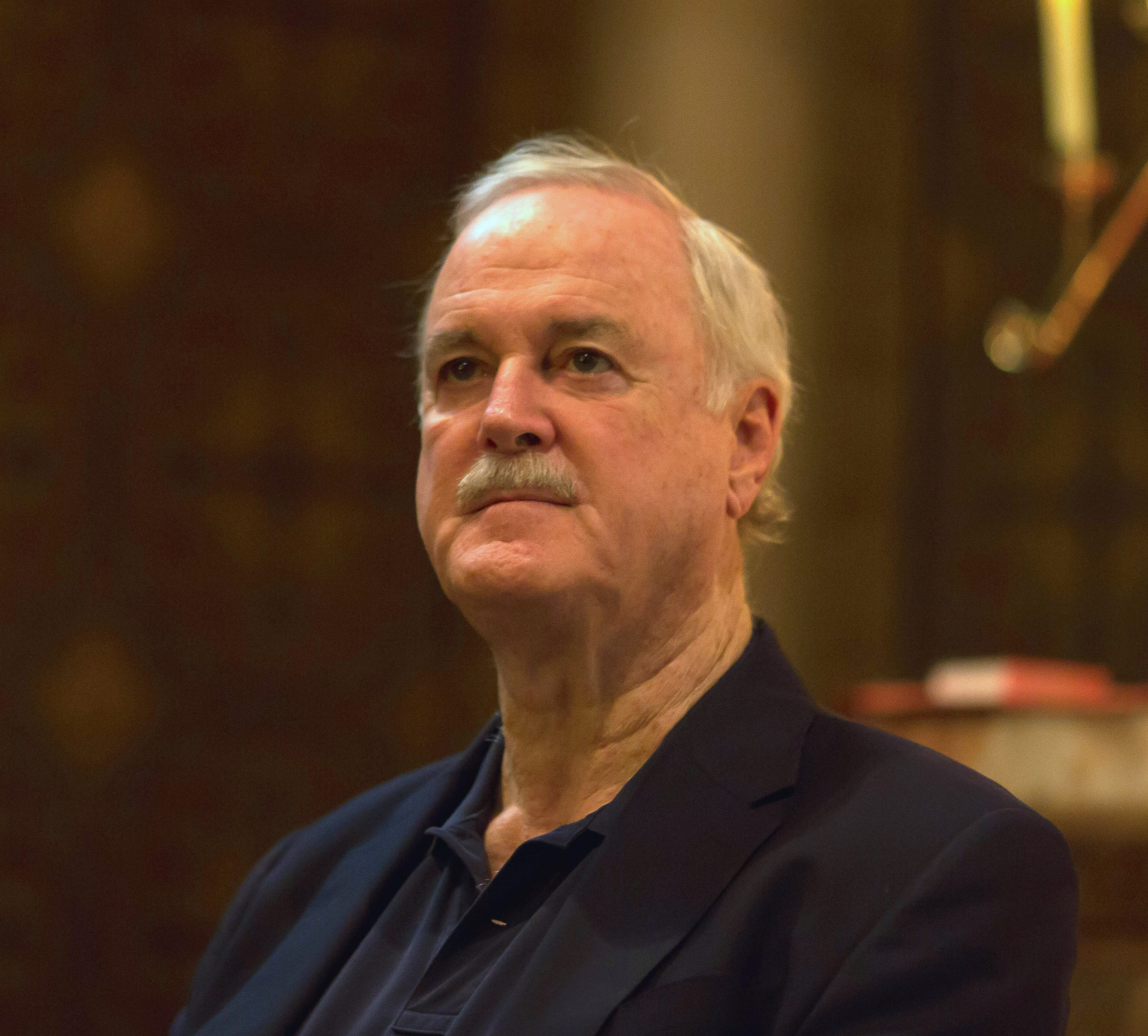
John Cleese, è sua la narrazione che chiude il brano Chomolungma.

You Can RunCantata da David Pack che ha già cantato in tre brani nel primo album da solista di Alan Parsons, Try Anything Once del 1993, The Three Of Me, I'm Talkin' To You e Oh Life (There Must Be More), e ritornerà a collaborare con Parsons nel 2022 nell'album From the New World.
ChomolungmaIl nome del brano Chomolungma è il modo in cui nella lingua tibetana viene chiamato il Monte Everest. La dea residente nella montagna (Chomolungma) è Miyo Lungsangma, la "dea madre della terra". Parsons e Olsson in questo brano si occupano di cantare gli antichi canti Miyo Lungsangma. Al termine del brano vi è la narrazione di John Cleese. Questo brano inoltre contiene una ghost track, al minuto 7:07 indicato sul booklet la traccia non termina, ma dopo pochi attimi di silenzio si potrà sentire un cane abbaiare ed un orecchio attento potrà sentire, in sottofondo, anche la famosa melodia che utilizzano gli extraterrestri per comunicare nel film del 1977 di Steven Spielberg Incontri ravvicinati del terzo tipo. La ghost track termina al minuto 7:46.

## Formazione

### Leader
- Alan Parsons – voce (traccia 4,7), voci elaborate aggiuntive (traccia 1), chitarre (traccia 4), chitarre slide (traccia 7), basso (traccia 4), tastiere (traccia 3,4,6,7,8,9), vocoder (traccia 7), cori (traccia 2), canti miyo lungsangma (traccia 9), programmazione e sequenziamento Nuendo (traccia 8), autore testi e musiche (traccia 1,2,3,4,5,6,7,8,9), ingegnere del suono, produttore

### Session Man
Cantanti
- P.J. Olsson - voce (traccia 2), cori (traccia 2), autore testi e musiche (traccia 2,9), programmazione e sequenziamento (traccia 5), programmazione e sequenziamento Nuendo (traccia 2,9), programmazioni addizionali (traccia 4,8), canti miyo lungsangma (traccia 9)
- David Pack - voce (traccia 8), tastiere (traccia 8), chitarra (traccia 8), autore testi e musiche (traccia 8),
- Michele Adamson - voci elaborate (traccia 1)
- Lisa Parsons - voci elaborate aggiuntive (traccia 1)

Musicisti
- David Gilmour - chitarra (traccia 1)
- Alastair Greene – chitarra (traccia 4,6)
- Jeremy Parsons - programmazione e sequenziamento Nuendo (traccia 3,7,8,9), autore testi e musiche (traccia 9)
- Jorge Ruiz - autore testi e musiche (traccia 5)
- Eric Woolfson - autore testi e musiche (traccia 3,7)

Shpongle
- Simon Posford[21] - autore testi e musiche (traccia 1), programmazione logica e sequenziamento (traccia 1), voci elaborate aggiuntive (traccia 1)

The Crystal Method
- Ken Jordan[22] - autore musiche (traccia 4), programmazione e sequenziamento performance digitali (traccia 4)
- Scott Kirkland[22] - tastiere (traccia 4), autore musiche (traccia 4), programmazione e sequenziamento performance digitali (traccia 4)

Nortec Collective
- Pepe Mogt "Fussible"[23] - autore testi e musiche (traccia 5), programmazione e sequenziamento (traccia 5)
- Roberto A. Mendoza "Panoptica"[23] - autore testi e musiche (traccia 5), programmazione e sequenziamento (traccia 5)
- Ramon Amezcua "Bostich"[23] - autore testi e musiche (traccia 5), programmazione e sequenziamento (traccia 5)
- Pedro Gabriel Beas "Hiperboreal"[23] - autore testi e musiche (traccia 5), programmazione e sequenziamento (traccia 5)

Uberzone
- Tim Wiles[24] - autore testi e musiche (traccia 6), programmazione e sequenziamento Nuendo (traccia 6)

Narratori
- Orson Welles – narratore (traccia 7)
- John Cleese - narratore (traccia 9)

## Masterizzazione
Masterizzato presso il Marcussen Mastering a Hollywood, in California, a cura di Stephen Marcussen.

## Registrazione
A Valid Path è stato registrato dal gennaio 2002 al marzo 2004 presso il Tunnel Studios, il nuovo studio di registrazione personale di Parsons, a Santa Barbara in California. Solo il brano Tijuaniac è stato registrato presso il The Bomb Shelter a Glendale sempre in California.

## Classifiche
| Nazione  | Miglior posizione in classifica | Settimane di permanenza |
| -------- | ------------------------------- | ----------------------- |
| Italia   | 62º                             | 1                       |
| Germania | 72º                             | 3                       |

## Riconoscimenti

### Nomination
Nel 2007 Alan Parsons riceve la nomination ai Grammy Awards per l'album A Valid Path.
- Grammy Awards 2007 - categoria Best Surround Sound Album, For vocal or instrumental albums, Albums only - album A Valid Path di Alan Parsons.